# Semiramide
Sémiramis
Pour les articles homonymes, voir Sémiramis et Semiramide riconosciuta.
Airs
- Ouverture
- Eccomi alfine in Babilonia (Arsace) – Acte I
- Ah dov'è, dov'è il cimento (Idreno) – Acte I
- Bel raggio lusinghier (Semiramide) – Acte I
- Serbami ognor sì fido il cor (Semiramide, Arsace) – Acte I
- In sì barbara sciagura (Arsace) – Acte II
- La speranza più soave (Idreno) – Acte II
- Deh ti ferma (Assur) – Acte II

Semiramide (Sémiramis en français) est un opera seria de Gioachino Rossini représenté pour la première fois au théâtre La Fenice à Venise en Italie, le 3 février 1823. Cet opéra en deux actes composé sur un livret de Gaetano Rossi est inspiré de la pièce de Voltaire Sémiramis. Semiramide est le dernier opéra que Rossini ait écrit pour l'Italie, sa carrière s'étant poursuivie ensuite à Paris.

## Contexte de la composition
Après avoir fait sa marque avec plusieurs opéras comiques, et notamment Le Barbier de Séville, La Cenerentola, Le Turc en Italie et L'Italienne à Alger, Rossini s'est tourné de plus en plus vers l'opera seria. De 1813, année de la composition de Tancredi, à 1822, il en écrivit un grand nombre, la plupart pour le Teatro San Carlo, à Naples.
L'une des raisons de son nouvel intérêt pour ce genre d'opéra fut sa relation avec la grande soprano dramatique Isabella Colbran[réf. souhaitée], qui fut d'abord sa maîtresse, puis son épouse. Elle créa les premiers rôles féminins d'Elisabetta, regina d'Inghilterra (1815), d'Otello (1816), d'Armida (1817), de Mosè in Egitto (1818), de Maometto II (1820) et de cinq autres opéras, dont son dernier apport à ce genre, Semiramide.
Le compositeur et le librettiste travaillèrent à l'histoire de Voltaire en octobre 1822 et lui apportèrent des changements considérables. Il ne fallut que 33 jours à Rossini pour composer la partition

## L'histoire
L'œuvre narre l'histoire de Sémiramis, la reine mythique de la ville de Babylone. Elle doit, pour le peuple, choisir un nouveau roi pour remplacer son défunt mari. Au moment où elle fait son choix, le spectre de son époux apparaît publiquement et ordonne que le nouveau roi tue un homme en guise de sacrifice devant sa tombe le soir même. Le drame se noue lorsque le nouveau roi (qui se nomme Arsace) découvre qu'il est le fils de Semiramide et que son destin lui ordonne de sacrifier sa mère, puisque c'est elle qui a tué son époux.

## Personnages
| Rôle                   | Voix                  | Distribution le 3 février 1823 à Venise (chef d'orchestre : Antonio Cammerra) |
| ---------------------- | --------------------- | ----------------------------------------------------------------------------- |
| Semiramide             | soprano               | Isabella Colbran                                                              |
| Arsace                 | contralto en travesti | Rosa Mariani                                                                  |
| Assur                  | basse                 | Filippo Galli                                                                 |
| Idreno                 | ténor                 | John Sinclair                                                                 |
| Azema                  | mezzo-soprano         | Matilde Spagna                                                                |
| Oroe                   | basse                 | Luciano Mariani                                                               |
| Mitrane                | ténor                 | Gaetano Rambaldi                                                              |
| Le spectre du roi Nino | basse                 | Natale Ciolli                                                                 |

## Argument

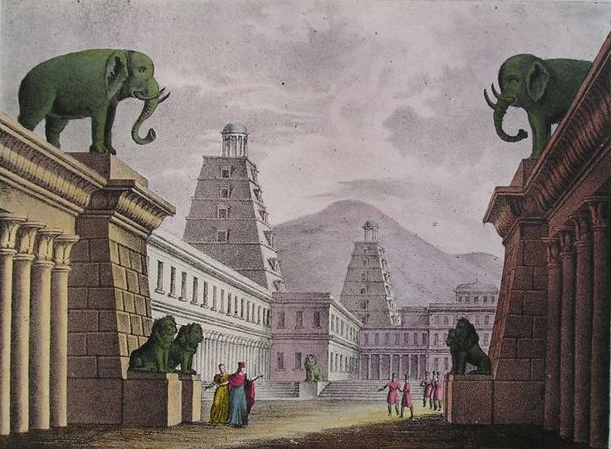
Décor créé par Alessandro Sanquirico pour la reprise de Semiramide à La Scala de Milan en 1824.

Pour régner seule, Semiramide a fait assassiner le roi son mari avec la complicité du prince Assur. Quand vient le moment de choisir un nouvel époux, elle annonce son intention d’épouser le jeune héros Arsace, qu’elle appelle à régner à ses côtés. Mais sa passion va se heurter à un obstacle aussi insurmontable qu’imprévu : Arsace est en réalité son fils, Ninias, que tous croyaient mort. Semiramide ne pourra échapper à son châtiment : elle mourra poignardée par erreur par son propre fils, qui pensait tuer Assur, le prince félon. 

### Acte 1
À Babylone, le grand prêtre Oroe accueille la foule dans le temple de Baal. La reine Semiramide doit annoncer le nom de celui qu’elle a choisi d’épouser après la mort mystérieuse de son mari, le roi Ninus. Le prince Assur semble certain d’être désigné. Mais au moment où Semiramide va parler, la flamme de l’autel s’éteint. Ce mauvais présage effraie l’assemblée et la cérémonie est remise à plus tard. Semiramide réunit la cour et le peuple à nouveau et finit par déclarer qu’elle épousera Arsace, le jeune commandant de l’armée assyrienne. À cet instant, le spectre du roi Ninus sort de son mausolée et plonge l’assemblée dans l’effroi. Le fantôme de Ninus déclare qu’Arsace deviendra roi quand il aura immolé une victime en sa mémoire. Il s’éloigne sans avoir désigné la victime, laissant la reine profondément bouleversée.

### Acte 2

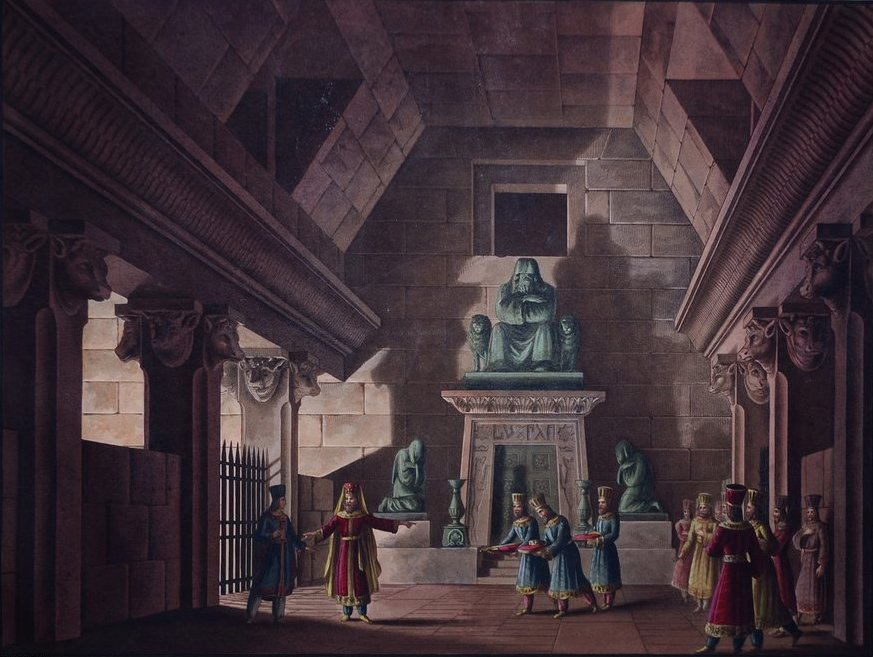
L'Intérieur du temple, l'un des décors de l'Acte 2 lors de la reprise de Semiramide à La Scala de Milan en 1824.

Le prince Assur vient rappeler à Semiramide ce qu’elle lui doit : ils ont été complices dans l’empoisonnement de son époux, le roi Ninus. Assur veut le trône en récompense de son forfait. Semiramide le chasse en le soupçonnant d’avoir aussi assassiné son fils, qui a disparu. Pendant ce temps, le grand prêtre Oroe apprend à Arsace qu’il est Ninias, le fils unique de Ninus et de Semiramide. Le jeune homme découvre aussi le crime odieux qu’a commis sa mère. mais ne peut se résoudre à lui ôter la vie pour venger la mort de son père. Il finit par montrer à Semiramide la lettre dans laquelle Ninus l’a accusée avant de mourir. Elle est partagée entre l’effroi et la joie d’avoir retrouvé son fils. Assur décide d’assassiner Arsace, qui se rend dans le mausolée de Ninus pour se livrer à un sacrifice. Descendu dans le tombeau, Assur est en proie à des hallucinations : il croit voir le spectre du roi défunt. Pour protéger son fils, qu’elle sent menacé, Semiramide pénètre aussi dans le mausolée. Trompé par l’obscurité qui y règne, Arsace tue sa mère en croyant frapper Assur. Saisi d’horreur devant sa mère mourante, il veut se suicider, mais le grand prêtre l’en dissuade et le mène au palais, où le peuple l’acclame pour roi. Le traître Assur est arrêté. La vengeance du roi Ninus est accomplie.

## Analyse
Dans Semiramide, les pyrotechnies vocales sont impressionnantes, et presque tous les admirateurs de Rossini s'accordent à dire qu'il s'agit d'un opéra exceptionnel. Parmi les extraits les plus célèbres, l'ouverture mise à part, il convient de citer l'air d'Arsace Eccomi alfine in Babilonia et celui de Semiramide Bel raggio lusinghier, tous deux très difficiles à chanter, mais qui sont parmi les plus beaux que Rossini ait écrits. La mezzo-soprano américaine Marilyn Horne a été un mémorable Arsace, avec, dans le rôle de Semiramide, Joan Sutherland (Boston, 1965), puis Montserrat Caballé (Festival d'Aix-en-Provence, 1980). June Anderson a également chanté le rôle de Semiramide. Le contre-ténor Max Emanuel Cencic a évoqué le personnage sur le disque d'arias de Rossini, et le contre-ténor argentin Franco Fagioli a été le premier interprète masculin de l'intégralité du rôle d'Arsace, en 2017, à L'opéra de Lorraine.

## Source
- (en) Cet article est partiellement ou en totalité issu de l’article de Wikipédia en anglais intitulé « Semiramide » (voir la liste des auteurs)..